# Bombe

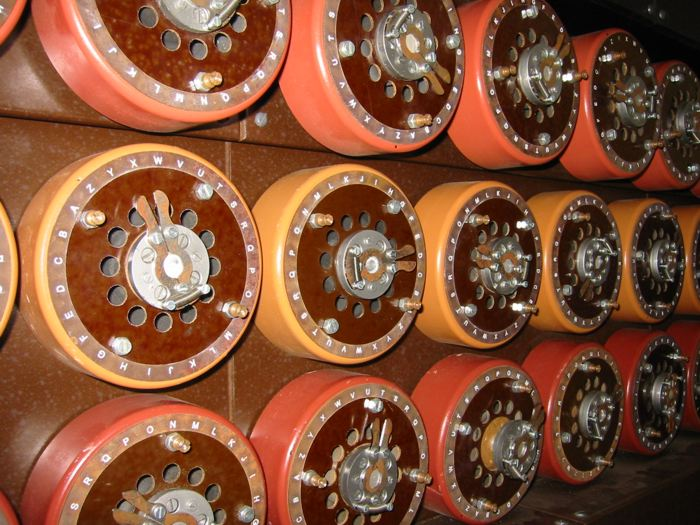
Reconstructie van een bombe in het Bletchley Park-museum

Een bombe is een elektromechanische machine gebruikt door Britse cryptologen tijdens de Tweede Wereldoorlog als hulpmiddel voor het breken van de Enigma-codeermachines van de Duitsers. De bombe werd ontworpen door Alan Turing met belangrijke aanvullingen van Gordon Welchman.
De Enigma-machine gebruikte drie rotoren die elk op 26 verschillende posities gezet konden worden. De bombe probeerde elk van deze posities en voerde daarop een test uit. Vrijwel alle 17.576 (26×26×26) posities konden door de test uitgeprobeerd worden waarna de overgebleven mogelijke oplossingen met de hand onderzocht werden. Voor het gebruik van de bombe had de cryptoanalist echter wel een zogenoemde crib nodig, een stukje versleutelde tekst waarvan het klaarschrift geraden kon worden.
De eerste bombe werd in maart 1940 op Bletchley Park geïnstalleerd. Vanaf 1943 werden ook in de Verenigde Staten bombes geïnstalleerd. De laatste daar geassembleerde wordt heden ten dage tentoongesteld in het National Cryptologic Museum.
De Britse bombes werden meestal bediend door vrouwen van de Women's Royal Naval Service (WR(e)NS). De Amerikaanse meestal door vrouwen  van het Women's Army Corps (WACs) en de Women Accepted for Volunteer Emergency Service (WAVES).